# Mohammed Farah Aidid
Mohamed Farrah Hassan Aidid (somaliska: Maxamed Faarax Xasan Caydiid),[uttal saknas] född 15 december 1934 i Hiiraan-regionen, död 1 augusti 1996 i Mogadishu, var en somalisk politiker och under ett år, 1995-1996, Somalias president. 
I egenskap av den mäktigaste herren hade Aidid mellan 1991 och sin död 1996 huvudkontrollen över det av inbördeskrig sargade landet. Inbördeskriget förstärkte svältkatastrofen i landet som ledde till att ca 300 000 civila dog. Aidid ska ha plundrat matförnödenheter som skickades av bland annat Röda korset. Omvärlden ingrep under ledning av USA och skickade 20 000 soldater, vilket innebar att mat åter kunde delas ut och en skör stabilitet återställas. Aidid och hans styrkor drog sig då tillbaka från Mogadishu med omnejd.

## Biografi
Aidid satt fängslad i 6 år efter att kritiserat diktatorn Siyaad Barre för klanpolitik och dåligt statsmannaskap i början av 1970-talet då han var officer. Under slutet av 1970-talet när han kom ut ur fängelse var han ambassadör till Indien. Aidid var militärt utbildad och var civil militärchef i slutet av 1980-talet.
Aidid var den mäktigaste ledaren i Somalia under 1990-talet. Mohammed Farah Aidids klan, Hawiye, gick i krig mot Siyaad Barre 1990 med stöd från SNM (Somali National Movement). Han ledde partiet Förenade somaliska kongressen (USC).
I juni 1993 dödades 24 pakistanska FN-soldater av Aidids milis. USA satte in specialstyrkorna Delta Force, Task Force Rangers och 160:e SOAR i slaget om Mogadishu den 3 till 4 oktober 1993. De skulle oskadliggöra Aidids regim genom att tillfångata Aidids utrikesminister Omar Salad Elmi och hans politiska rådgivare Mohamed Hassan Awale men misslyckades med detta. De drog sig tillbaka 1995. Den 1 augusti 1996 dödades Aidid i vad som förmodligen var strider i Mogadishu med en konkurrerande klan.
Aidid räknas som en hjälte för vissa klaner (Hawiye) i centrala och södra Somalia som han tillhörde och av stammarna i Somaliland (Isaaq). Stammarna i nordöst, Darod, som är bosatta i Puntland anser honom som huvudansvarig till att kriget om regeringsskifte bytes till klankrig mellan Hawiye och Darod.